# Félix Faure
Félix François Faure (Paris, 30 de janeiro de 1841 – Paris, 16 de fevereiro de 1899) foi um político francês. Foi Presidente da França de 1895 até sua morte.

## Vida
Felix Faure nasceu em Paris e mudou-se para Le Havre, onde se tornou um armador de sucesso. Saiu da política local e foi eleito para a Câmara dos Deputados em 1881. Começou como ministro júnior e tornou-se ministro da Marinha e das Colônias. Foi eleito sétimo presidente da Terceira República em 1895 e morreu no cargo em 1899. Ele não se destacou na liderança, mas foi bem-sucedido no papel simbólico de presidente. Sua técnica era explorar sua aparência distinta e cordialidade para aumentar a dignidade da presidência em eventos formais.
Em 1898 (e nos primeiros anos do século seguinte), a indústria automobilística francesa era a maior do mundo. O presidente Faure não ficou impressionado. Convidado a discursar aos líderes da indústria no que, em retrospectiva, é registrado como o primeiro Salão do Automóvel de Paris, Faure disse ao seu público: "Seus carros são muito feios e cheiram muito mal" ("Vos voitures sont bien laides et sentent bien mauvais !").
Sua bela presença e seu tato em ocasiões cerimoniais prestaram algum serviço ao Estado quando ele recebeu o czar em Paris em 1896, e em 1897 retornou sua visita, após o que a reunião da Aliança Franco-Russa foi anunciada publicamente novamente. Os últimos dias da presidência de Faure foram consumidos pelo caso Dreyfus, que ele estava determinado a considerar como choose jugée (em latim: res judicata, "julgado sem mais recurso"). Isso atraiu contra ele as críticas de intelectuais e políticos pró-Dreyfus, como Émile Zola (ver: J'Accuse…!) e Georges Clemenceau.
Ele tentou amortecer a enorme controvérsia do caso Dreyfus recusando-se a reabrir o caso, apesar das evidências a favor do oficial.

### Morte
Félix Faure morreu em seu escritório no Palácio do Eliseu, vitimado por apoplexia enquanto tinha relações sexuais com Marguerite Steinheil de 30 anos. Segundo relato de jornais da época e de rivais políticos, Marguerite estaria praticando sexo oral no presidente quando este sofreu o mal súbito, boato que jamais foi confirmado.

Um segmento de jornal americano na época dizia:
Por volta das 6 horas, M. Faure, que então estava em seu escritório, foi até a porta da sala de M. LeGall, seu secretário particular, que é contíguo ao estudo, e disse:
"Não me sinto bem. Venha até mim".
M. LeGall imediatamente foi em auxílio do presidente, levou-o a um sofá e chamou o general Bailloud. Secretário Geral da casa do Presidente, M. Blondell, Subsecretário Particular, e Dr. Humbert, que por acaso estava no Eliseu, atendendo a um parente.
A condição do Presidente não parecia perigosa: mas o Dr. Herbert, ao perceber que estava piorando rapidamente, telefonou para o Dr. Lann-Longue e o Dr. Cheurlet, que chegaram com M. Dupoy e foram acompanhados mais tarde pelo Dr. Bergeroy.

Embora M. Faure ainda mantivesse a consciência, os médicos reconheceram que o caso era desesperador, mas só perto das 8 horas é que a família foi informada do real estado das coisas. Em seguida, foram para o sofá onde o presidente se deitou sobre uma cama improvisada às pressas. depois começou a perder a consciência e apesar de todos os esforços expirou aos dez, na presença da família e de M. Dupuy.
O funeral de Estado de Faure na Catedral de Notre-Dame em 23 de fevereiro de 1899 foi palco de uma tentativa de golpe de estado liderada pelo poeta nacionalista francês Paul Déroulède, que mais tarde foi exilado na Espanha.